# Friedrichstraße (Westerland)

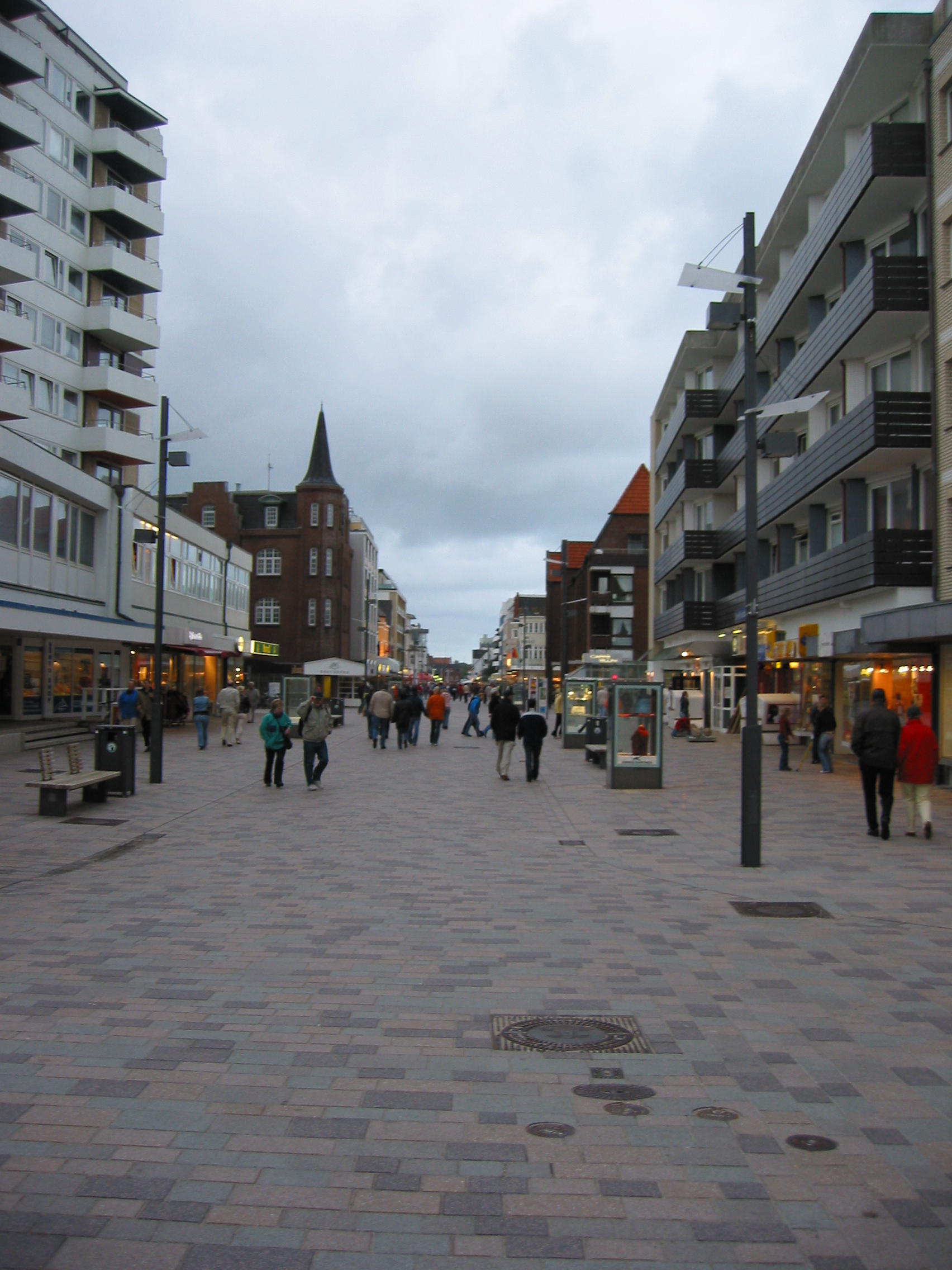

Die Friedrichstraße ist eine der Hauptstraßen von Westerland auf Sylt. Sie liegt im Zentrum der Stadt und führt in Verlängerung der Wilhelmstraße bis an die Kurpromenade am Nordseestrand.
Bis weit in das 19. Jahrhundert hinein war die Straße ein unbefestigter und nicht benannter Weg. Als die Gemeindeverwaltung im Jahr 1888 den Straßen des Ortes Namen gab, erhielt sie die Bezeichnung »Friedrichstraße«, nach zwei Bürgern mit diesem Vornamen – Friedrich Wünschmann und Friedrich Erichsen – die Teile ihrer Liegenschaften unentgeltlich zum Ausbau der Straße zur Verfügung gestellt hatten.
Bald gewann die Straße als Flaniermeile des Ortes an Bedeutung. Sie ist heute als Fußgängerzone ausgewiesen und die Hauptgeschäftsstraße der Stadt.